# Znečištění ovzduší v Česku

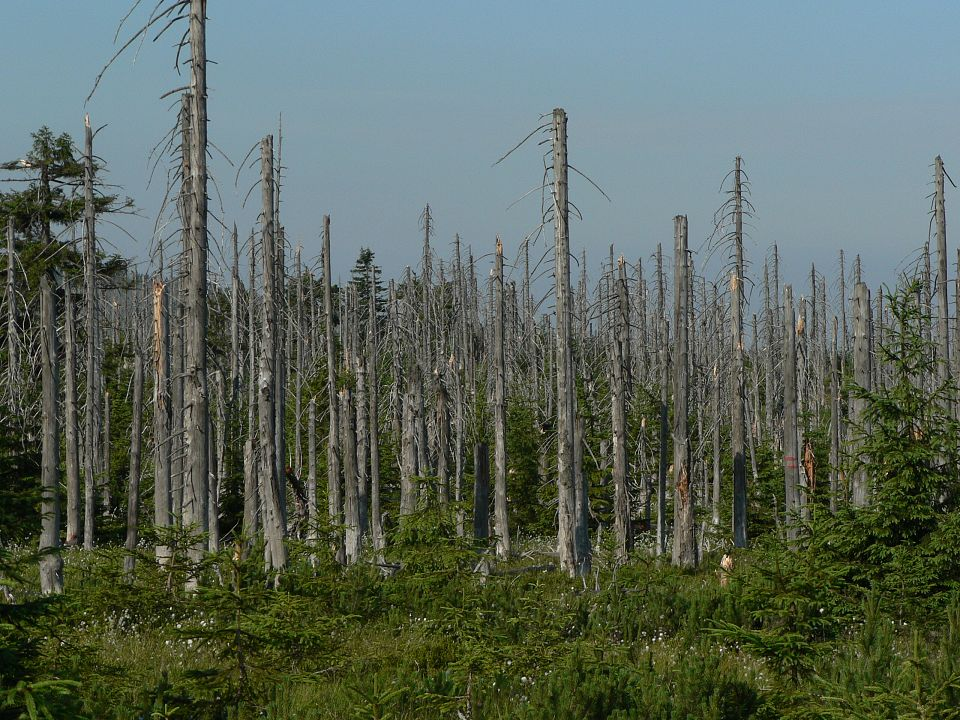
Jizerské hory – les zasažený kyselým deštěm

Znečištění ovzduší představuje v České republice dlouhodobý problém. Znečištěné ovzduší je příčinou mnoha úmrtí a nemocí, např. dýchacích cest, výskytu rakoviny a srdečních onemocnění. Mezi největší zdroje nečistot patří tepelné elektrárny a průmysl, automobilová doprava, lokální vytápění uhlím nebo spalování odpadu.
Úroveň znečištění ovzduší se zlepšuje, ale pouze pomalu. Největší problémy způsobuje polétavý prach, benzo(a)pyren a troposférický ozon.

## Oblasti
V ČR je několik oblasti a velkých aglomerací, které jsou často zasaženy znečištěním ovzduší.

### Ostravsko

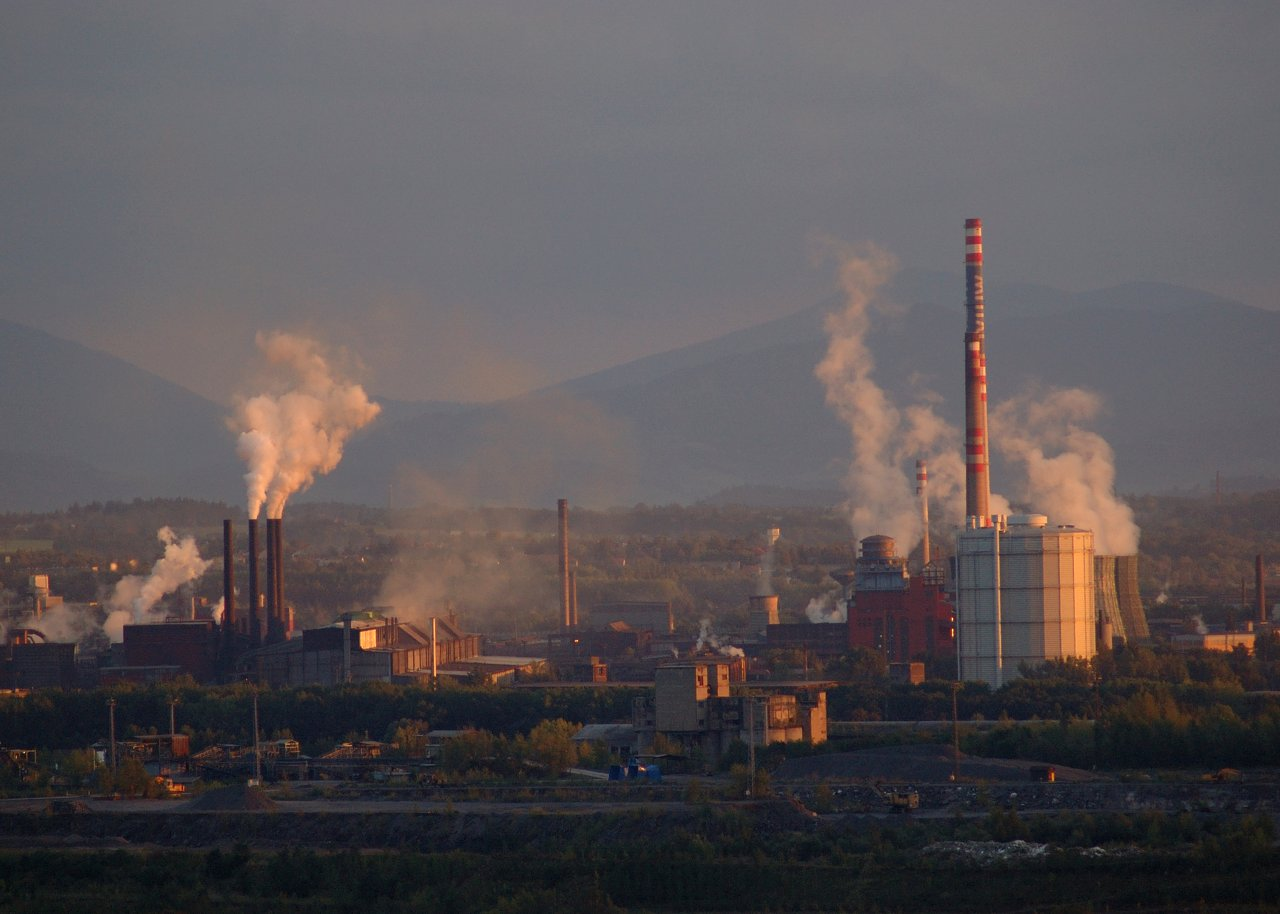
Dva z provozů Liberty Ostrava: ocelárna (vlevo) a energetika (vpravo)

Oblast Ostravy a okolí (50 km) je nejvíce znečištěnou oblastí nejen v ČR. Pravidelně zde dochází k překračování limitu pro polétavý prach (PM10) a další znečišťující látky.
Největším producentem znečištění na Ostravsku byla společnost Liberty (známější jako provoz Nová huť dřívějšího vlastníka ArcelorMittal), která produkuje velké množství pevných částic PM10 a benzopyrenu. Polsko si údajně při svém vstupu do Evropské unie vyjednalo měkčí limity pro znečištění. Na znečištění se při smogových situacích v největší míře podílí podle Ministerstva životního prostředí pravděpodobně polská strana.[zdroj⁠?!] V Moravskoslezském kraji je osm hlavních průmyslových zdrojů znečištění, v Polsku za hranicemi ČR jich je dvaadvacet. Tuto teorii ovšem vyvrací nejnovější vědecké studie. Další zdroj podílející se na znečištění je doprava, která znovu rozvíří usazený polétavý prach a emise z ní přispívají ke vzniku přízemního ozonu v letních měsících.[zdroj?]

### Ústecko

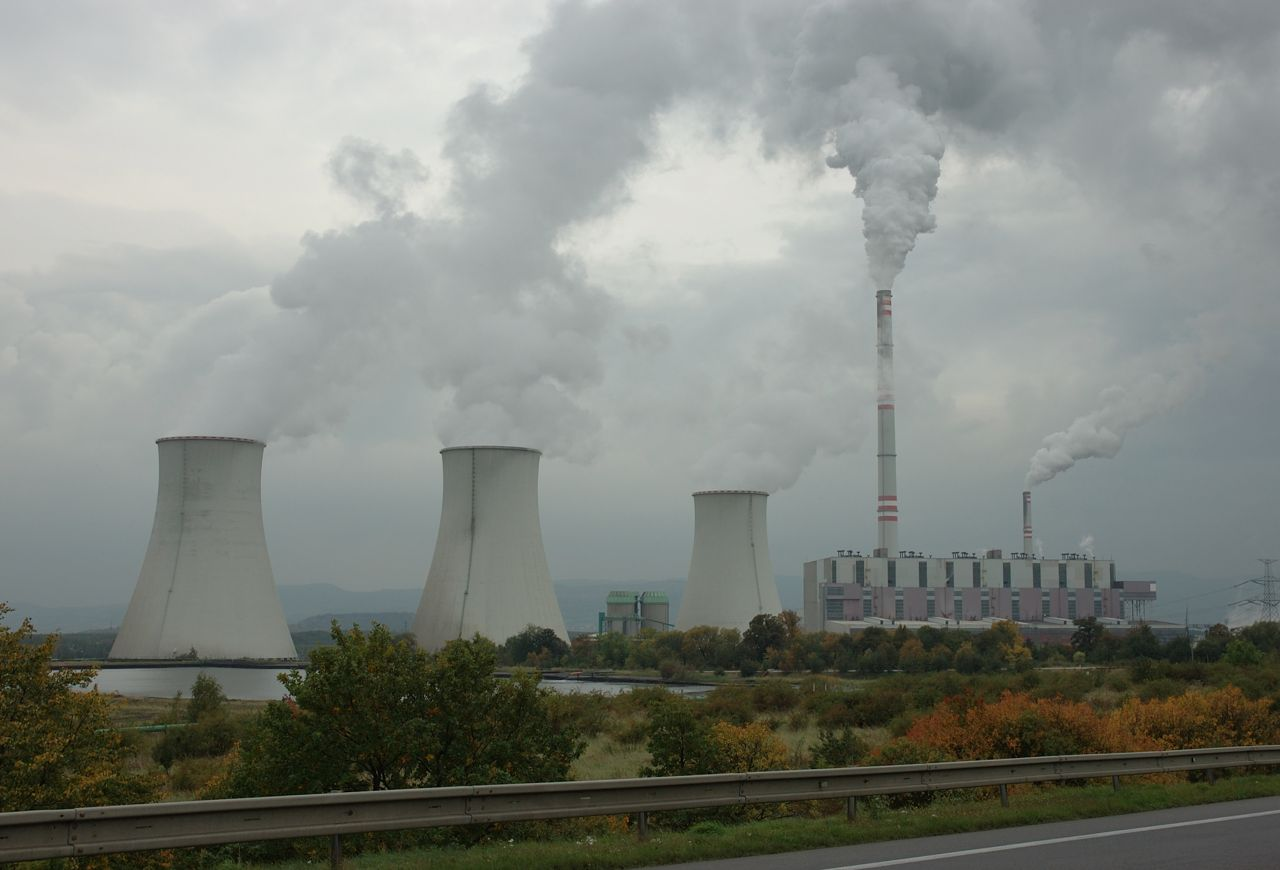
Elektrárny Prunéřov patřily mezi největší znečišťovatele ovzduší v 80. letech, ale i dnes

Zdrojem znečištění je povrchová těžba hnědého uhlí a jeho spalování v uhelných elektrárnách. V kraji se nachází 4 činné velkolomy – Lom Bílina, Lom ČSA, Lom Nástup – Tušimice a Lom Vršany. Plocha lomů, kde se provádí těžba uhlí, je velká a z nezpevněných povrchů je odnášen prach. V kraji se nachází 5 uhelných elektráren – Prunéřov, Tušimice, Počerady, Ledvice a Komořany. Dalším znečišťovatelem jsou chemičky Unipetrol Litvínov, kde se provádí rafinace ropy, a Lovochemie Lovosice.

### Praha
Hlavním zdrojem znečištění je zde především automobilová doprava. Znečištění ovzduší v Praze dlouhodobě překračuje limity stanovené Světovou zdravotnickou organizací. Dle měření z roku 2023, které provedl spolek Senzor vzduchu byla jako nejvíce znečištěná ulice v Praze vyhodnocena ulice Plzeňská, kdy výskyt nanočástic dosahoval až k 60 mikrogramů na metr krychlový, Světová zdravotnická organizace přitom za přijatelné a bezpečné znečištění považuje přítomnost pouze 5 mikrogramů částic na metr krychlový.

## Historický vývoj
V 70. a v 80. letech 20. století patřilo znečištění ovzduší v některých průmyslových oblastech mezi nejhorší v Evropě. Po roce 1989 byla zavedena řada opatření ke snížení znečištění ovzduší zejména v energetice a dalších průmyslových odvětvích a díky tomu došlo poklesu znečištění ovzduší řadou látek (SO2, prachovými částicemi, oxidy dusíku). Po roce 2000 došlo ke zvrácení trendu a koncentrace mnohých znečišťujících látek naopak vzrostly.
V současností mezi hlavní problémy kvality ovzduší v Česku patří podobně jako v dalších zemích Evropské unie zejména znečištění prašnými částicemi a ozonem. Většina obyvatel země je vystavena koncentracím těchto škodlivin, které překračují platné limity. V oblastech s intenzivní automobilovou dopravou a s koncentrací průmyslu představuje problém také znečištění ovzduší benzo(a)pyrenem. V dopravně zatížených oblastech jsou překračovány limity pro oxid dusičitý.

## Sledování kvality ovzduší
Kvalitu ovzduší monitoruje Český hydrometeorologický ústav, který provozuje Státní síť imisního monitoringu. Výstrahy a tzv. Index kvality ovzduší ČHMÚ zveřejňuje na svých stránkách. Data o kvalitě ovzduší, předpověď počasí, srážek i výstrahy na nebezpečné jevy jsou dostupné také přes mobilní aplikaci.
Výroční zprávy o kvalitě ovzduší zpracovává Ministerstvo životního prostředí. Zpráva je předkládána Vládě ČR a poté zveřejněna.

## Jednotlivé parametry znečištění

### Benzo[a]pyren

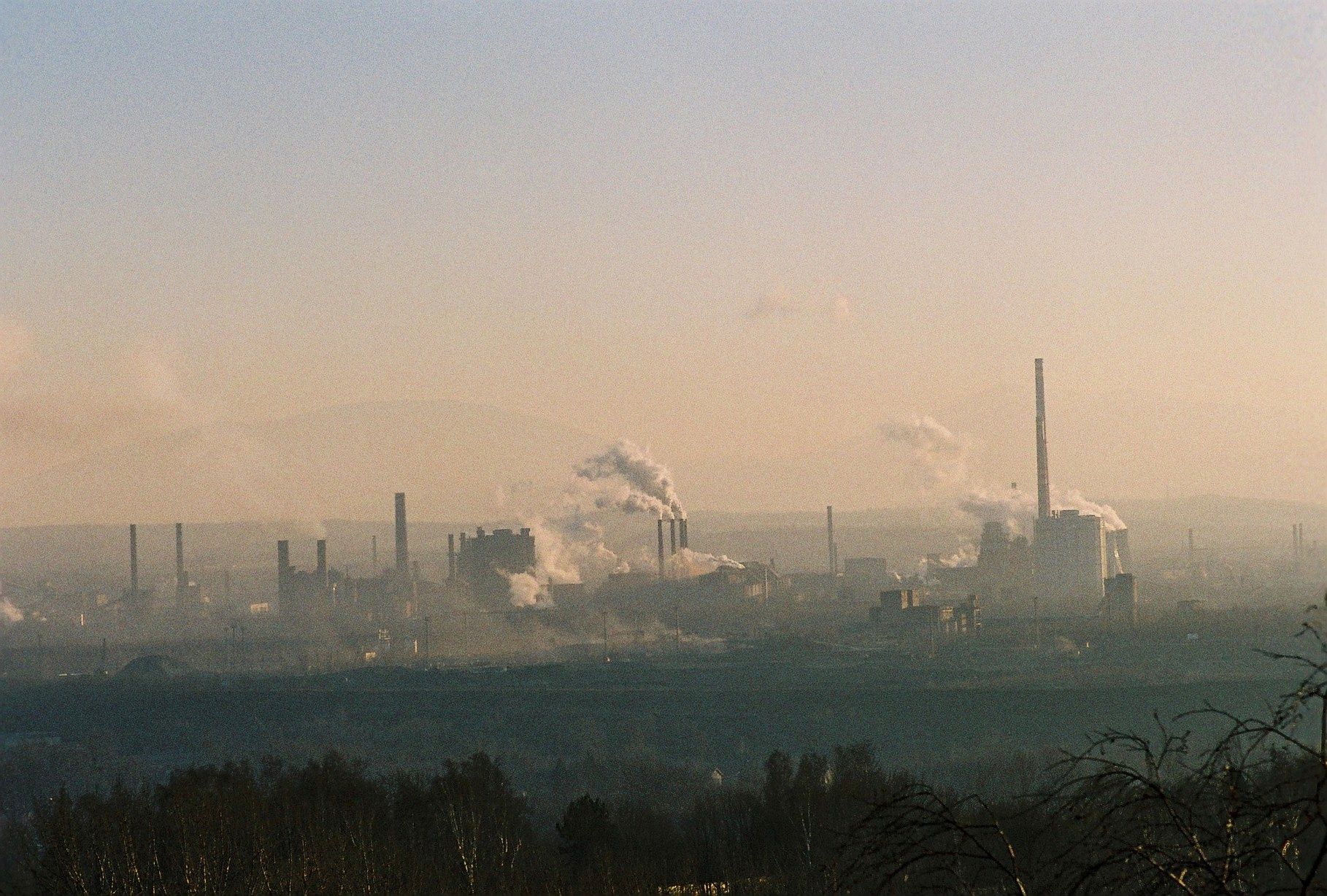
Ostrava patří mezi nejznečištěnější oblasti ČR

Podle Státního zdravotního ústavu byly v roce 2005 v České republice měřeny koncentrace benzo[a]pyrenu na 21 monitorovacích stanicích. Cílový imisní limit pro benzo[a]pyren v zevním ovzduší činí 1 ng·m−3 a byl překročen na 80 % měřicích stanic – v Praze, Brně, Olomouci, Hradci Králové, Plzni, Ústí nad Labem, Liberci, Mostě, Teplicích a na Kladně. Pozaďová hodnota benzo[a]pyrenu byla 0,6 ng·m−3.
Podle výzkumu prováděného společnou laboratoří Ústavu experimentální medicíny Akademie věd ČR a Zdravotního ústavu Středočeského kraje na vzorku 23 městských strážníků v Karviné bylo v jimi vdechovaném vzduchu naměřeno 6,6 ng·m−3 benzo[a]pyrenu. U strážníků v Praze bylo naměřeno 0,8 ng·m−3.

### Benzen
Znečištění ovzduší benzenem je monitorováno na 21 měřících stanicích. Platný limit činí 5 μg·m−3 v ročním průměru a v roce 2005 byl překročen na 3 stanicích v Ostravě a na jedné v Praze. Nejvyšší roční průměr v Ostravě činil 10,26 μg·m−3, v Praze 2 v Legerově ulici 5,3 μg·m−3. Asi 9,3 % obyvatel monitorovaných oblastí žije v prostředí, kde znečištění překračuje platný limit.

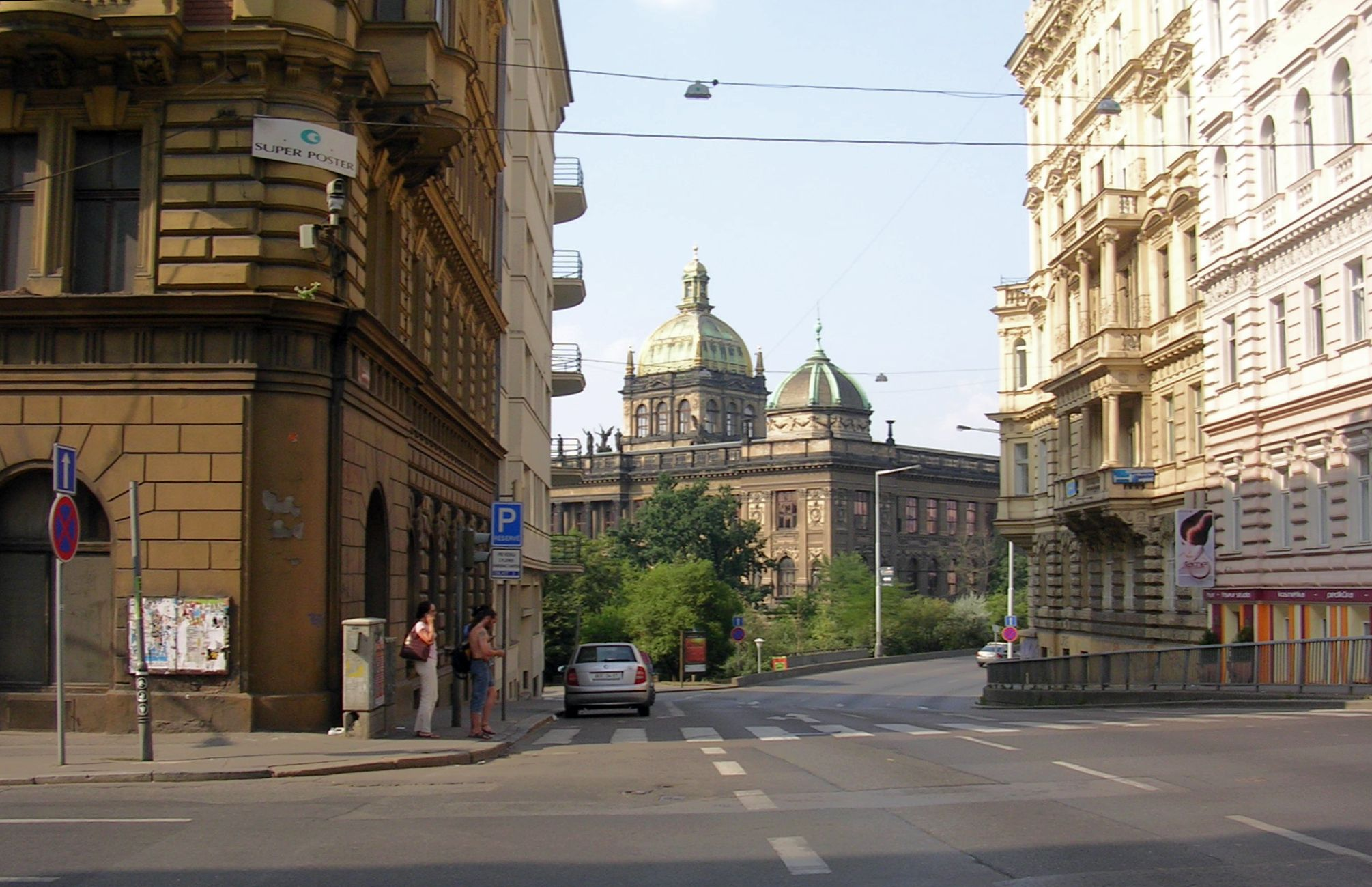
Legerova ulice v Praze – extrémní znečištění je způsobeno provozem na severojižní magistrále

### Přízemní ozón
V roce 2007 bylo přízemnímu ozonu vystaveno 85 % obyvatel. V roce 2006 to bylo o 6 % méně, v roce 2005 bylo fotochemickému smogu vystaveno 85 % lidí v ČR.

### Oxid siřičitý (SO2)
Oxid siřičitý byl hlavním problémem kvality ovzduší před rokem 1989, když byl zodpovědný za vznik kyselých dešťů, jež podílely na zničení lesů např. Jizerských a Krušných horách. Mezi lety 1990–2006 došlo k poklesu emisí SO2 téměř o 90 % v důsledku instalací odsiřovacích zařízení. V posledních letech stoupají emise SO2 z malých zdrojů.

### Oxid uhelnatý (CO)
V roce 2005 tzv. pozaďová hladina oxidu uhelnatého v České republice nepřekročila 300 μg·m−3. V částech Prahy zatížených dopravou nepřekračovala celoroční průměrná koncentrace 700 μg·m−3.

### Oxid uhličitý (CO2)
Dlouhodobě má Česká republika velmi vysoké měrné emise oxidu uhličitého skleníkových plynů, patřící mezi nejvyšší mezi členskými státy Evropské unie. Agregované emise v Česku mezi lety 2005–2007 stoupaly, a to zejména v důsledku významného růstu emisí z dopravy, které v roce 2007 tvořily přes 13 % celkových emisí, zatímco v roce 1990 nedosahovaly ani 5 %. Nedaří se tak plnit cíl Státní politiky životního prostředí ČR ke snižování emisí skleníkových plynů.

### Pevné částice (PM10, PM2,5)

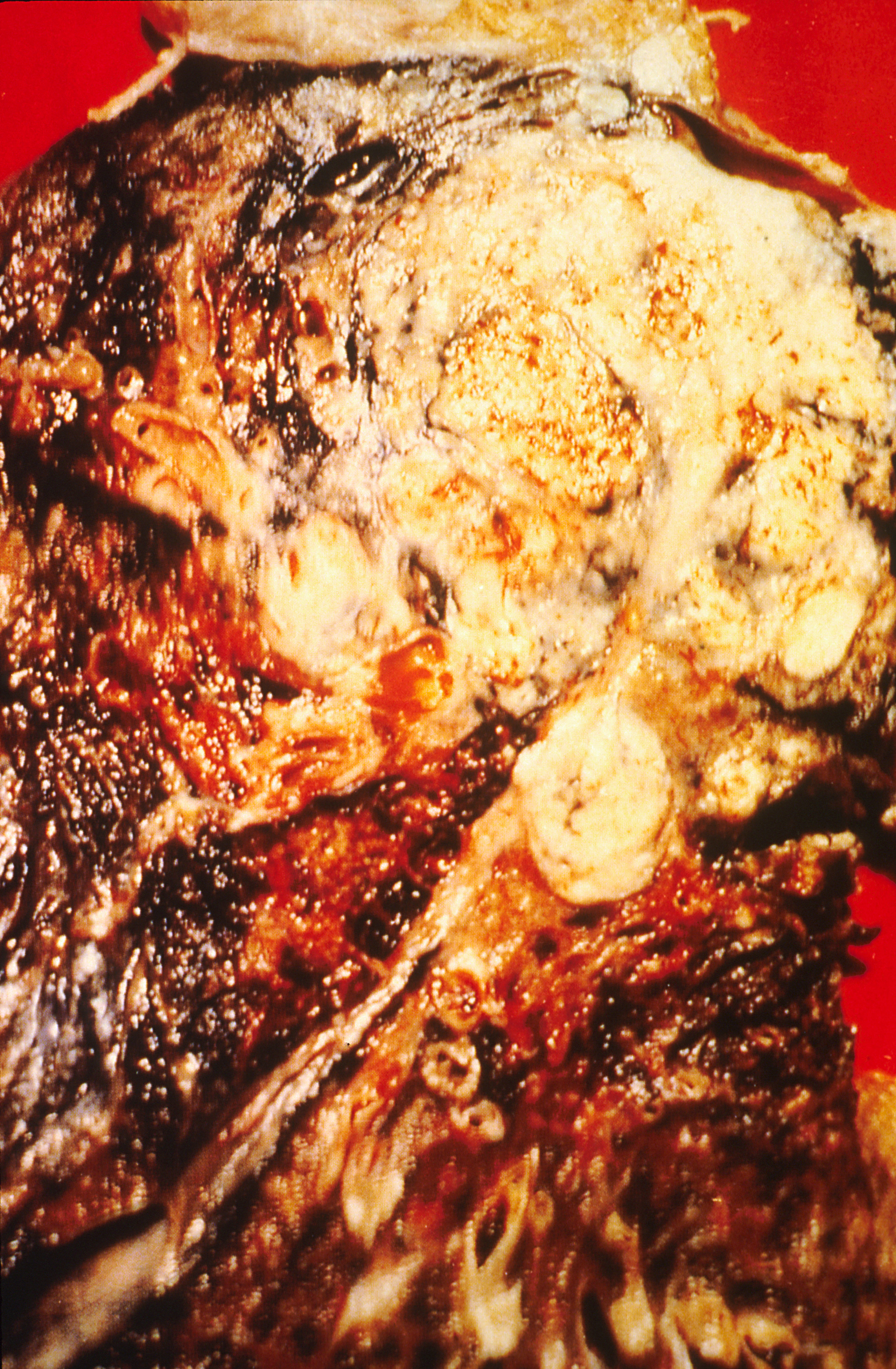
Vdechování prachových částic může způsobit onemocnění rakovinou plic

Znečištění prachovými částicemi v současností patří k hlavním problémům kvality ovzduší v České republice. Představují významné riziko pro lidské zdraví a pocházejí hlavně ze spalovacích procesů v energetice, vytápění domácností (lokální topeniště) a v dopravě. Ta kromě přímých exhalací způsobuje i víření již usazených částic do ovzduší.
V rámci projektu Clear Air For Europe provedla holandská Agentura pro hodnocení životního prostředí porovnání čistoty ovzduší asi 30 velkých evropských měst a z hlediska znečištění ovzduší prachem vyhodnotila jako nejhorší situaci v Praze.
V ČR je určen limit pro znečištění ovzduší pevnými částicemi (polétavý prach). Limit je 50 µg/m3. Překročení toto limitu je tolerováno max. 35 dní v roce. Na některých místech ČR, jako je Ostravsko, je limit překračován i přes 100 dní v roce.

### Toluen
Znečištění toluenem monitorované Státním zdravotním ústavem prokázalo v roce 2005 nejvyšší roční v Ústí nad Labem (13,3 μg·m−3) a v Praze 2 v Legerově ulici (10,87 μg·m−3). Na ostatních místech se znečištění pohybovalo mezi 0,66 až 7,37 μg·m−3.

### Video
- Znečištění ovzduší, pořad cyklu Nedej se, Česká televize, 19. prosince 2006
- Intolerance – Když vzduch zabíjí (Ostravsko)